# Iuriivka, Mejova
Iuriivka (în ucraineană Юр`ївка) este un sat în comuna Novohrîhorivka din raionul Mejova, regiunea Dnipropetrovsk, Ucraina.

## Demografie
Componența lingvistică a localității Iuriivka
     Ucraineană (93,88%)
     Rusă (6,12%)
Conform recensământului din 2001, majoritatea populației localității Iuriivka era vorbitoare de ucraineană (93,88%), existând în minoritate și vorbitori de rusă (6,12%).